# Compartiment primire urgențe
Compartiment primire urgențe, denumit în continuare CPU - secția aflată în structura unui spital orășenesc, municipal sau în structura spitalelor aparținând ministerelor și instituțiilor cu rețele sanitare proprii, cu personal propriu, special pregătit, destinată triajului, evaluării și tratamentului de urgență al pacienților cu afecțiuni acute, care se prezintă la spital spontan sau care sunt transportați de ambulanțe.;

## Organizare
CPU sunt organizate astfel încât să fie posibile primirea, trierea, investigarea de bază, stabilizarea și aplicarea tratamentului de urgență majorității pacienților sosiți cu ambulanțele sau cu mijloacele proprii de transport, fiind necesară organizarea transferului unor pacienți care necesită investigații complexe și tratament definitiv de urgență la un [[spital de categorie superioară din județul respectiv sau din alt județ.

## Despre UPU
Personalul din cadrul CPU are obligația de a asigura asistența medicală de urgență pacientului aflat în stare critică, în limita competențelor și a pregătirii, fiind obligatorie apelarea din timp a specialiștilor aflați de gardă în spital sau la domiciliu, în situațiile care necesită implicarea lor în acordarea asistenței medicale de urgență și eventual a tratamentului definitiv, după caz. În cazurile în care pacientul necesită transfer de urgență la un spital cu grad de competență mai înalt, personalul din cadrul CPU are obligația să inițieze procedurile de transfer interclinic, în conformitate cu prevederile legale în vigoare.